# La Vengeance de Veronica
La Vengeance de Veronica (A Impostora) est une telenovela portugaise en 341 épisodes de 55 minutes (388 en version française) créée par António Barreira et diffusée du 4 septembre 2016 au 30 novembre 2017 sur le réseau TVI.
En France, elle est diffusée du 8 avril 2019 au 31 mai 2019 sur TF1. Les inédits sont ensuite diffusés sur TF1 Séries Films et les épisodes déjà diffusés sont disponibles en exclusivité sur la plateforme MYTF1. En Belgique, elle est disponible sur la plateforme RTLplay.

## Synopsis

### Première saison
Vitória et Veronica sont deux jumelles parfaitement semblables, ayant émigré au Mozambique il y a huit ans, après avoir vécu de nombreuses expériences depuis une tragédie qui s'est déroulée à Lisbonne. Lors d'une fête, Vitória est violée. De ce viol est né Jaime Mendes (surnommé Jaiminho). Actuellement âgé de sept ans, il souffre d'un cancer dont le traitement, très onéreux, doit être pratiqué en dehors du Mozambique. À cette époque, la vie des deux sœurs va être liée à celle de Frederico Varela, un homme d’affaires portugais sans scrupules, installé à Maputo. Elles travaillaient à l'hôtel de son père au moment du viol.
Frederico est marié avec Diana Martins Varela, une chercheuse médicale reconnue dans le domaine du cancer à Lisbonne. Il fait partie de ces hommes qui pensent que l'argent achète tout. Frederico, millionnaire, fait une proposition à Vitória : il désire qu'elle soit sa compagne durant un voyage à travers le Chili et les États-Unis ; en échange il lui versera l'argent nécessaire pour sauver la vie de Jaiminho. Pensant à la guérison de son enfant, Vitória s'embarque avec Frederico. Mais lors du vol, leur avion disparaît mystérieusement dans le Pacifique. Les deux voyageurs sont considérés comme étant morts.
Après avoir découvert que sa sœur a été victime d'une escroquerie et, de plus, persuadée que Frederico était le violeur dont Vitória n'a jamais voulu parler, Veronica échafaude un plan pour faire soigner son neveu (qui se croit en présence de sa véritable mère) et prend l'identité de Vitória, sa sœur disparue, afin de détruire la famille Varela.
En possession de documents falsifiés, Veronica se présente à Diana comme la seconde épouse de Frederico et réclame la moitié de la succession du défunt. La guerre entre Diana et Veronica empire lorsque les deux femmes se disputent le même homme, Rodrigo Varela.
Rodrigo est le frère de Frederico et a déjà perdu Diana dans le passé. Il a émigré au Chili, où il a mené une carrière de chef d'orchestre au théâtre municipal de Santiago. Après la disparition de son frère, il est revenu au Portugal. Il retrouve son ancien amour, Diana. Cette dernière aime toujours Rodrigo, qui a désormais une liaison avec Veronica/Vitória devenue la grande ennemie de Diana.

### Deuxième saison
Quelques mois plus tard et sans sa fille, Clara, dans ses bras, Veronica est toujours en détention provisoire pour payer un crime qu'elle n'a pas commis. Loin de tout, elle vit un véritable cauchemar. Son avocat veut qu’elle assume sa responsabilité de la mort de Samuel Matshine et en parallèle sa vie est on ne peut plus difficile en prison : plusieurs détenues décident de lui mener une vie noire à chaque fois qu’elles en ont la possibilité.
Daniel Figueiredo parvient à s'échapper de la prison, après avoir enlevé Béatriz, la fille de Diana, mais il semble que ce ne soit pas encore le cas qu'on rachètera ses péchés. Il sort chercher de l'argent, même s'il doit cambrioler le bureau de Samuel.
Après avoir quitté le « Ximbengo », Patricia Carolino rentre à Lisbonne et sera la grande alliée de Veronica. Elle fera tout pour sortir sa nouvelle amie de prison.
Il semble que l'époque des rebelles soit déjà arrivée et que Maria Augusta Lencastre Varela (surnommée Guta) revienne enfin pour se consacrer à son rêve : être chanteuse. Lazaro Alves sera avec elle, comme toujours.
Après ce qui est arrivé à Samuel, Rodrigo était désolé d'être devenu le « complice » de Veronica, ignorant que le fait de le laisser attaché le laisserait vulnérable à quiconque voudrait l'assassiner. Mais cela n’empêchera pas Rodrigo de continuer à vouloir la justice.

## Distribution

### Acteurs réguliers
| Acteurs / Actrices            | Personnages                             | Statut de présence dans les épisodes | Statut de présence dans les épisodes |
| Acteurs / Actrices            | Personnages                             | Saison 1                             | Saison 2                             |
| ----------------------------- | --------------------------------------- | ------------------------------------ | ------------------------------------ |
| Dalila Carmo                  | Vitória Mendes                          | Invité                               |                                      |
| Dalila Carmo                  | Veronica Mendes                         | Régulier                             | Régulier                             |
| Diego Intante (pt)            | Rodrigo Varela                          | Régulier                             | Régulier                             |
| Fernanda Serrano (pt)         | Diana Martins Varela « Paula »          | Régulier                             | Régulier                             |
| António Pedro Cerdeira (pt)   | Paulo de Jesus Pires « Paulinho »       | Régulier                             | Régulier                             |
| Alba Baptista                 | Beatriz Martins Varela                  | Régulier                             | Régulier                             |
| Ana Cristina de Oliveira (pt) | Rita NogueiraDiana Martins              |                                      | Régulier                             |
| Ana Varela (pt)               | Salome Gaspar                           | Régulier                             | Régulier                             |
| André Carvalho                | Jaime Mendes « Jaiminho »               | Régulier                             | Régulier                             |
| Bárbara Branco                | Maria Augusta Lencastre Varela « Guta » | Régulier                             | Régulier                             |
| Carlos Vieira (pt)            | Rafael Vale                             |                                      | Régulier                             |
| Carloto Cotta                 | Matias Novaes                           |                                      | Régulier                             |
| Celso Roberto                 | Raul Bandiza                            |                                      | Régulier                             |
| Diogo Amaral                  | Gustavo Martins                         | Régulier                             | Régulier                             |
| Diogo Costa Reis (pt)         | Gabriel Lopes                           |                                      | Régulier                             |
| Elisa Lisboa (pt)             | Maria Amelia Martins                    |                                      | Régulier                             |
| Elmano Sancho (pt)            | Celso Chaves                            | Régulier                             |                                      |
| Ery Costa (pt)                | Samuel Matshine                         | Régulier                             |                                      |
| Evandro Gomes                 | Lazaro Alves « La Zer »                 | Régulier                             | Régulier                             |
| Eunice Munõz (pt)             | Pureza Ferreira da Costa                | Régulier                             | Régulier                             |
| Fernanda Lapa (pt)            | Amalia                                  | Invité                               |                                      |
| Fernando Luís (pt)            | Ricardo Varela                          | Régulier                             | Régulier                             |
| Fernando Pires (pt)           | Valentim Costa                          | Régulier                             | Régulier                             |
| Graciano Dias                 | Daniel Figueiredo                       | Régulier                             | Régulier                             |
| Gonçalo Cabral                | Carlos Matshine                         | Régulier                             | Régulier                             |
| Helena Isabel (pt)            | Assunçao Ferreira da Costa Lancastre    | Régulier                             | Régulier                             |
| Isaac Alfaiate (pt)           | Miguel Fonseca                          | Régulier                             |                                      |
| Isabel Sousa                  | Muzima Xavier                           | Régulier                             | Régulier                             |
| João Pedro Dantas             | Martim Pinto Guedes                     |                                      | Régulier                             |
| João Perry (pt)               | Jacinto Mendes                          | Régulier                             | Régulier                             |
| Joana Seixas (pt)             | Iris Machado                            | Régulier                             | Régulier                             |
| Lourdes Norberto (pt)         | Ann Blumm                               | Régulier                             | Régulier                             |
| Luís Lucas (pt)               | Renato Bettencourt Rodrigues            |                                      | Régulier                             |
| Madalena Brandão (pt)         | Marta Manhiça Varela                    | Régulier                             | Régulier                             |
| Manuel Wiborg (pt)            | Inspetor Alberto Camacho                | Invité                               | Régulier                             |
| Marcantónio Del Carlo (pt)    | Bernardo Vieira                         |                                      | Régulier                             |
| Maria Leite                   | Luisa Fontes                            | Régulier                             | Régulier                             |
| Maria do Céu Guerra (pt)      | Lucrecia Alves                          | Régulier                             |                                      |
| Maria José Paschoal (pt)      | Juliana Morgado                         | Invité                               | Régulier                             |
| Maya Booth (pt)               | Patricia Carolino                       | Régulier                             | Régulier                             |
| Melânia Gomes (pt)            | Vania Tavares                           | Régulier                             | Régulier                             |
| Mikaela Lupu                  | Sofia Fontes                            | Régulier                             | Régulier                             |
| Nicolau Breyner (pt)          | Edmundo Gaspar                          | Régulier                             |                                      |
| Nuno Nunes                    | Inspetor Mota                           | Récurrent                            | Régulier                             |
| Núria Madruga (pt)            | Felipa Ferreira da Costa Lancastre      | Régulier                             | Régulier                             |
| Patrícia Tavares (pt)         | Ligia Neto                              | Régulier                             | Régulier                             |
| Pedro Granger (pt)            | Afonso Varela                           | Régulier                             | Régulier                             |
| Pedro Lamares (pt)            | Frederico Varela                        | Invité                               |                                      |
| Pedro Teixeira (pt)           | Gonçalo Pereira                         | Régulier                             | Régulier                             |
| Rodrigo Paganelli             | Dinis Martins Varela                    | Régulier                             |                                      |
| Rita Cruz                     | Yara Manhiça Varela                     | Régulier                             | Régulier                             |
| Rita Salema (pt)              | Guilhermina Fontes « Guigui »           | Régulier                             | Régulier                             |
| Sabri Lucas                   | Padre Francisco                         | Régulier                             | Régulier                             |
| Sandra Faleiro                | Carolina Ferreira da Costa Lancastre    | Régulier                             | Régulier                             |
| Simone Santos                 | Nicole Santos                           | Régulier                             | Régulier                             |
| Sofia Aparício                | Adelaide Carla Pires                    | Régulier                             | Régulier                             |
| Vítor Silva Costa (pt)        | Joaquim António Pires « Quito »         | Régulier                             |                                      |
| António Marques (pt)          | Henrique Varela                         | Invité spécial                       |                                      |

### Acteurs secondaires
- Adérito Lopes (pt) : Dr Lopes
- Alexandra Diogo (pt) : l'amie de Guilhermina
- Álvaro Faria (pt) : Dr Cunha
- Américo Silva (pt) : l'Inspecteur de Police
- Ana Brandão (pt) : Dr Helena
- Ana Varela (pt) : Salomé Gaspar
- Anilson Eugénio : Mussa
- António Aldeia (pt) : trafiquant
- Augusto Portela : le gérant
- Carminho Santos Saraiva : l'enfant de Diane
- Cláudio Teixeira : rôle inconnu
- Daniela Macário : l'hôtesse de Bordo
- Dina Santos : rôle inconnu
- Elisabete Piecho : Margarida (l'employée à domicile)
- Eloy Monteiro : l'inspecteur Sousa
- Ema Melo : Yara (criança)
- Eric da Silva : rôle inconnu
- Érica Rodrigues : Marina
- Eurico Lopes (pt) : l'inspecteur de la PJ
- Fernando Cunha (pt)
- Fernando Lupach : le gardien de prison
- Fernando Nobre : le père
- Figueira Cid (pt) : Gomes
- Filipe Crawford (pt) : Oncologue
- Filomena Gigante - Benvinda
- Gonçalo Carvalho : l'agent de Police
- Gonçalo Ferreira : l'agent Garcia
- Grace Mendes (pt) : rôle inconnu
- Gustavo Rebelo : rôle inconnu
- Helena Canhoto : rôle inconnu
- Henrique de Carvalho : rôle inconnu
- Homero Castelbranco : rôle inconnu
- Hugo Sequeira (pt) : l'agent Sequeira
- Ivo Alexandre : le mari de Vânia
- João Cobanco : rôle inconnu
- João D'Ávila (pt) : Ernesto
- João Lamosa : rôle inconnu
- João Dantas : Martim Pinto Guedes
- João Lobo (pt) : rôle inconnu
- João Saboga : le médecin
- Joaquim Guerreiro : l'employé de Matshine
- Joel Branco (pt) : Juíz
- Jorge Mota : rôle inconnu
- Jorge Rolla : rôle inconnu
- José Mateus : Dr Abreu
- José Topa : le trafiquant
- Leandro Pires : Cuamba
- Lídia Muñoz : rôle inconnu
- Luciano Gomes : rôle inconnu
- Lucinda Loureiro (pt) : Infirmière qui s'occupe de Nicole
- Luís Barros (pt) : Agent de la PSP
- Mafalda Tavares : rôle inconnu
- Manuel Lourenço (pt) : le psychiatre diagnostiquant la maladie de Beatriz : rôle inconnu
- Marcela Costa : l'amie de Felipa
- Marco Mendonça : Picasso
- Maria Simões (pt) : Isaura
- Mário Oliveira : rôle inconnu
- Miguel Cirillo : l'agent Vitor
- Miguel Valle : Rodrigo
- Nádia Silva (pt) : Esperança
- Paulo Nery : le gérant de la banque
- Paulo Pinto : Advogado
- Pedro Barbeitos - Ibrahim
- Pedro Linares : le trafiquant
- Pedro Pernas : rôle inconnu
- Philippe Leroux : rôle inconnu
- Ricardo Monteiro : le négociateur
- Rita Stock : l'amie de Guilhermina
- Rodrigo Machado : rôle inconnu
- Rodrigo Trindade (pt) : Bob
- Romeu Costa (pt) : rôle inconnu
- Sérgio Quintana : le médecin Chileno
- Sofia Sousa : rôle inconnu
- Viriato Quintela : rôle inconnu

## Épisodes
| Saison | Saison | Épisodes | Portugal         | Portugal            | Portugal | France           | France                           | France              |
| Saison | Saison | Épisodes | Début de saison  | Fin de saisonlheure | Chaîne   | Début de saison  | Fin de saison                    | Chaîne              |
| ------ | ------ | -------- | ---------------- | ------------------- | -------- | ---------------- | -------------------------------- | ------------------- |
|        | 1      | 111      | 4 septembre 2016 | 28 janvier 2017     | TVI      | 8 avril 2019     | 31 mai 20196 septembre 2019      | TF1TF1 Séries Films |
|        | 2      | 230      | 30 janvier 2017  | 30 novembre 2017    | TVI      | 9 septembre 2019 | Abandonné (disponible en Replay) | TF1 Séries Films    |

## Production

### Musique
La bande originale de la telenovela est sortie le 25 novembre 2016. Le CD contient vingt chansons, dont le thème principal de la production.
| 1.  | A Impostora          | Áurea                           | Générique                   | 2:50 |
| 2.  | Espero por Ti        | Anjos                           | Diana et Rodrigo            | 3:50 |
| 3.  | A Will Love Him      | Kika Cardoso                    | Guta et Lázaro              | 3:06 |
| 4.  | Não me Deixes Ir     | Paulo Sousa                     | -                           | 3:09 |
| 5.  | Heartland            | André Viamonte                  | Gustavo                     | 3:32 |
| 6.  | Não dá para fugir    | Sensi                           | Carolina et Bruno           | 4:12 |
| 7.  | Alive                | Sia                             | Verónica                    | 2:50 |
| 8.  | Como Dói             | Anselmo Ralph                   | -                           | 4:27 |
| 9.  | I Wanna Be Your Hero | Matias Damásio                  | Patrícia et Padre Francisco | 3:56 |
| 10. | Shut Up              | April Ivy                       | Luísa                       | 2:59 |
| 11. | Ficar                | Coração Noir                    | Filipa et Gonçalo           | 3:27 |
| 12. | O Tempo do Fim       | Rodrigo Leão                    | Rodrigo                     | 3:45 |
| 13. | Paixão               | Seda                            | Ligia                       | 4:05 |
| 14. | Meu Amor             | Pérola                          | Marta et Carlos             | 3:52 |
| 15. | Atxa Normal          | Tó Semedo                       | Patrícia et Padre Francisco | 4:22 |
| 16. | Bo ke nha vida       | Lonny Johnson                   | -                           | 3:36 |
| 17. | Saint and Sinners    | Áurea                           | Diana                       | 4:19 |
| 18. | Naptel Xulima        | HMB featuring Enoque            | -                           | 3:24 |
| 19. | Cerâmica Negra       | Stewart Sukuma et Luís Represas | Yara                        | 4:07 |
| 20. | Eliza Gomara Saia    | Muxima                          | -                           | 3:44 |

| 1. | O Melhor da Vida | Filipe Delgado (pt) | Valentim et Paulinho | - |
| 2. | Stay With Me     | Sam Smith           | Diana et Rodrigo     | - |
| 3. | Turn Tables      | Bruna Tatiana       | -                    | - |
| 4. | Acredito         | Loony Jonhson       | -                    | - |

### Fiche technique
Sauf indication contraire, les informations mentionnées dans cette section peuvent être confirmées par la base de données cinématographiques IMDb,  présente dans la section « Liens externes ».
- Titre original : A Impostora
- Titre français : La Vengeance de Véronica
- Réalisation : Carlos Dante, Tiago Alvarez Marques, Joel Monteiro, Jorge Queiroga Atílio Riccó et Luís Justo
- Scénario : Helena Amaral, António Barreira, João Sequeira Sousa, Pedro Cavaleiro, Ana Casaca et Pedro Fialho
- Créateur : António Barreira (pt)
- Costumes : Marina Vian
- Montage : Luís K. Carrondo
- Musique : Aurea
- Production : Teresa Amaral
- Société de production : Plural Entertainment
- Sociétés de production : Televisão Independente (Portugal) ; Everplay (France)
- Format : couleur
- Genre : Drame, romance, suspense
- Durée : 55 minutes

## Accueil

### Audiences
| Saison | Légende   | Année | Janvier | Février | Mars   | Avril  | Mai    | Juin   | Juillet | Août   | Septembre | Octobre | Novembre | Décembre |
| ------ | --------- | ----- | ------- | ------- | ------ | ------ | ------ | ------ | ------- | ------ | --------- | ------- | -------- | -------- |
| 1      | Audiences | 2016  | NC      | NC      | NC     | NC     | NC     | NC     | NC      | NC     | 13,6 %    | 12,7 %  | 11,9 %   | 12,1 %   |
| 1      | PDM       | 2016  | NC      | NC      | NC     | NC     | NC     | NC     | NC      | NC     | 29,9 %    | 27,0 %  | 25,3 %   | 26,0 %   |
| 1      | Épisodes  | 2016  | NC      | NC      | NC     | NC     | NC     | NC     | NC      | NC     | 24        | 23      | 22       | 20       |
|        |           |       |         |         |        |        |        |        |         |        |           |         |          |          |
| 2      | Audiences | 2017  | 10,7 %  | 10,0 %  | 9,2 %  | 9,2 %  | 9,1 %  | 9,1 %  | 9,7 %   | 8,7 %  | 8,3 %     | 7,8 %   | 8,5 %    | NC       |
| 2      | PDM       | 2017  | 28,0 %  | 27,7 %  | 26,3 % | 25,4 % | 25,3 % | 24,8 % | 25,2 %  | 23,8 % | 23,7 %    | 22,9 %  | 24,0 %   | NC       |
| 2      | Épisodes  | 2017  | 24      | 21      | 22     | 20     | 21     | 24     | 25      | 26     | 26        | 22      | 21       | NC       |

- Moyenne des audiences : 10,0 %
- Moyenne des parts de marché : 25,6 %
- Nombre total des épisodes : 341 épisodes